# I bambini e noi
I bambini e noi és un programa de televisió italià, dividit en sis episodis, creat per a RAI per Luigi Comencini el 1970 Es va emetre l'any 1978 amb la incorporació d'alguns enregistraments realitzats posteriorment.
Comencini entrevista nens de diferents regions italianes i de diferents condicions socials, però principalment els més pobres, visitant-los als afores de les grans ciutats o al camp.
Comentant la seva investigació, Comencini va declarar: "Mai m'he posat en la posició d'algú que vol 'il·lustrar' les seves idees, però he intentat fer-me una idea a través de l'examen de la realitat".
I bambini e noi, després d'haver inspirat bona part de la producció posterior del directo, va ser considerat "una ruptura en la seva carrera per Comencini, una laceració per la qual la realitat irromprà al seu cinema, contaminant la ficció, emmalaltint-la de la realitat".
Un dels nens entrevistats, Domenico Santoro, el 1972 interpretarà el paper de Lucignolo al drama televisiu Le avventure di Pinocchio, dirigida pel mateix Comencini.
La música original del programa és del compositor Fiorenzo Carpi.